# University of Alaska Fairbanks

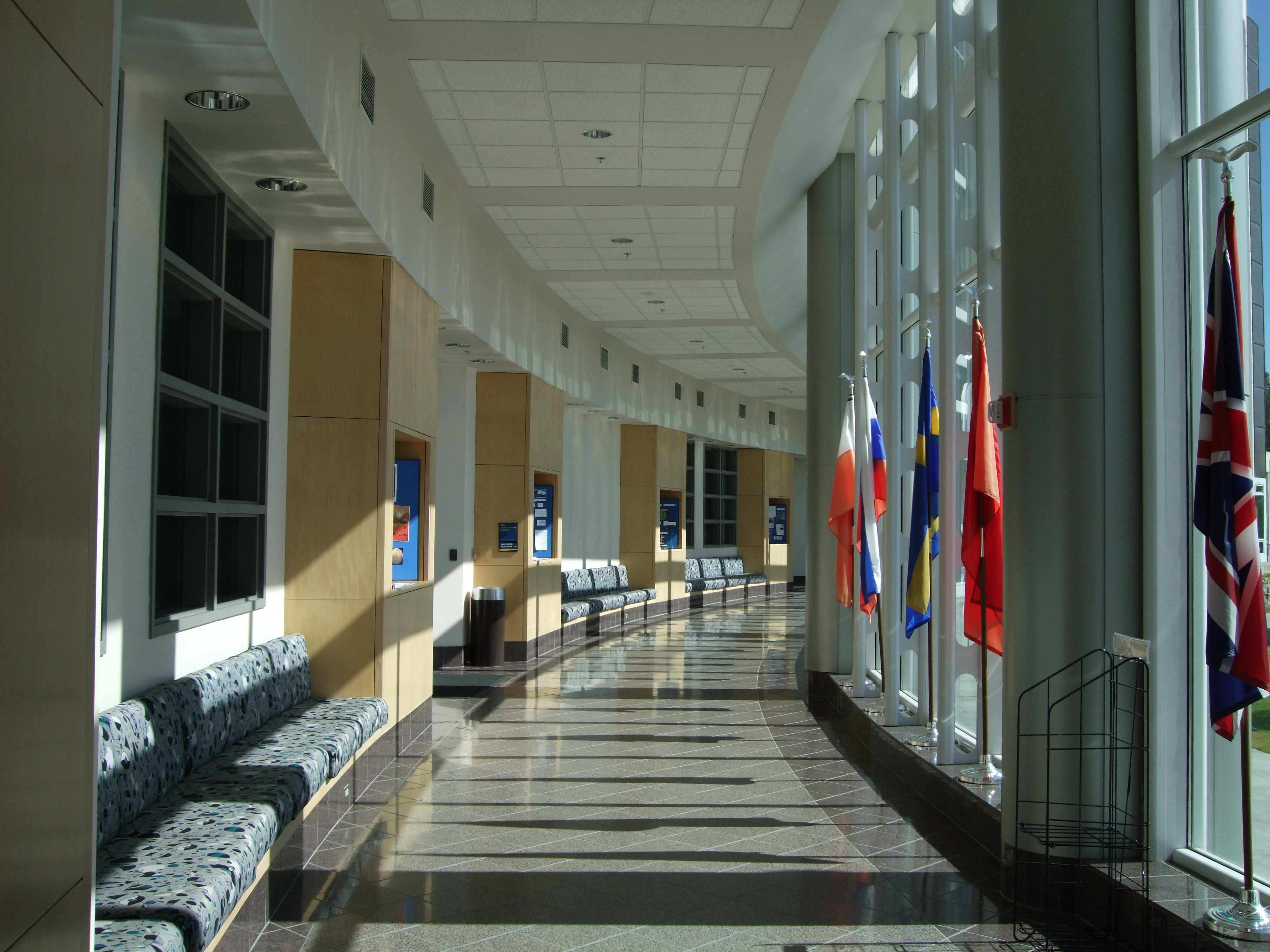
International Arctic Research Center

Die University of Alaska Fairbanks (auch UAF genannt) ist eine staatliche Universität in College im US-Bundesstaat Alaska. Gemessen an der Zahl der Studenten ist sie nach der University of Alaska Anchorage der zweitgrößte Standort des University of Alaska System. Als Ursprungscampus der University of Alaska ist sie der wichtigste Standort des Universitätssystems. Neben dem Campus in Fairbanks unterhält die UAF sieben weitere Außenstandorte: Das Bristol Bay Campus in Dillingham, das Chukchi Campus in Kotzebue, das Interior-Aleutians Campus auf den Aleuten, das Kuskokwim Campus in Bethel, das Northwest Campus in Nome, sowie das Tanana Valley Campus in Fairbanks. Die Universität ist bekannt für ihre Forschung und Lehre in den Bereichen arktische Biologie, arktisches Ingenieurwesen, Atmosphärenphysik, Geologie, Geophysik, Studien der Ureinwohner und Wildlife Biologie. Von Bedeutung ist das geophysikalische Institut. Sie ist Mitglied der Universität der Arktis.

## Geschichte
Die Universität wurde 1917 als Alaska Agricultural College and School of Mines gegründet. Die Hochschule baute auf der schon seit 1906 bestehenden landwirtschaftlichen Forschungsstation auf. Ab 1935 wurde die Hochschule University of Alaska genannt. Im Jahre 1937 erhielt hier der Entdecker der größten Erdgas- und Erdölvorkommen der USA, James W. Dalton, sein Diplom als Bergbauingenieur. Seit 1975 wird der heutige Name verwendet, um die Universität von den anderen beiden Standorten des University of Alaska System zu unterscheiden.
2019 strich Gouverneur Mike Dunleavy 40 % des staatlichen Zuschusses zum Uni-Budget. Der Verwaltungsrat der Uni erklärte daraufhin den finanziellen Notstand.

## Zahlen zu den Studierenden
Von den 6.813 Studierenden im Herbst 2020 strebten 5.850 ihren ersten Studienabschluss an, sie waren also undergraduates. Davon waren 60 % weiblich und 40 % männlich. 963 arbeiteten auf einen weiteren Abschluss hin, sie waren postgraduates. Die Zahl der Studierenden war für den Bristol Bay Campus Dillingham 229, für den Chukchi Campus Kotzebue 191, für den Fairbanks Campus 5.331, Interior Alaska Campus 264, Kuskokwim Campus Bethel 511, Northwest Campus Nome 232, Community and Technical College Fairbanks 2.171 und für den eCampus 4.516, wobei Studierende hier doppelt aufgeführt sind, wenn sie an mehreren Standorten oder zusätzlich über das Onlineprogramm eCampus arbeiteten.
2014 hatte die Universität 9.992 Studierende.

## Sport
Die Sportteams der UAF werden als „Nanooks“ (Nanuq) bezeichnet (Inupiaq für Eisbär). Die Hochschule ist Mitglied der Central Collegiate Hockey Association und der Great Northwest Athletic Conference.

## Sonstiges
An der Universität befindet sich der Georgeson Botanical Garden, ein botanischer Garten. Das Geophysical Institute der Universität ist einer der drei Träger des Alaska Volcano Observatory.

## Persönlichkeiten
- Bob Bartlett (1904–1968), Politiker
- Sydney Chapman (1888–1970), Geophysiker
- Dean Fedorchuk (* 1970), Eishockeyspieler
- Ronald Graham (1935–2020), Mathematiker
- Ben Grossmann (* 1977), Filmtechniker und Oscar-Gewinner
- Jay Hammond (1922–2005), Politiker, Gouverneur von Alaska
- Jordan Hendry (* 1984), Eishockeyspieler
- Chad Johnson (* 1986), Eishockeyspieler
- Jürgen Kienle (1938–1996), Geophysiker und Hochschullehrer
- Brad Oleson (* 1983), Basketballspieler
- Colton Parayko (* 1993), Eishockeyspieler
- Troy L. Péwé (1918–1999), Geologe und Glaziologe
- George Polk (1913–1948), Journalist
- George Schaller (* 1933), Umweltschützer